# شلی برکلی
روشل «شلی» برکلی (نام تولد: روشل لوین) (متولد ۲۰ ژانویه ۱۹۵۱)، سیاستمدار و وکیل آمریکایی است که از سال ۱۹۹۹ تا سال ۲۰۱۳ به‌عنوان نمایندهٔ مجلس نمایندگان ایالات متحده برای حوزهٔ انتخابیهٔ اول نوادا خدمت کرد. در سال ۲۰۱۲ در مجلس سنای ایالات متحده کاندید شد اما شکست خورد. وی عضو حزب دموکرات است.

## اوایل زندگی، آموزش و حرفهٔ حقوقی
بروکلی با نام روشل لوین، دختر ایستل (نام تولد: کالونیموس) و جورج لوین، در شهر نیویورک متولد شد. پدربزرگ و مادربزرگ مادریش از یهودیان روسی بود و خانوادهٔ مادرش یهودی سفاردی‌ها از تسالونیک دوران عثمانی که اکنون در مقدونیه در یونان شمالی قرار دارد، بودند.
برکلی زمانی‌که دانش‌آموز دبیرستان مقدماتی بود، همراه با خانواده اش به نوادا نقل مکان کرد و در دبیرستان فریمانت پذیرفته شد. پس از پایان دبیرستان، برکلی در دورهٔ کارشناسی دانشگاه نوادا لاس وگاس ثبت نام کرد و نخستین عضو فامیل خود بود که به کالج می‌رفت. وی عضویت انجمن نسوان دلتا زیتا را کسب کرد. شلی که در سال اخیر تحصیلی خود به‌عنوان رئیس نهاد هیئت دانشجویی دانشجویان متحد دانشگاه نوادا لاس وگاس که یک نهاد منتخب دانشجویی بود انتخاب شد، در سال ۱۹۷۲ با درجهٔ ممتاز و کسب مدرک کارشناسی در رشتهٔ علوم سیاسی از این دانشگاه فارغ شد.
پس از اخذ مدرک دکتری حقوق در سال ۱۹۷۶ از دانشکدهٔ حقوق دانشگاه سن دیگو، شیلی به لاس وگاس برگشت و حرفهٔ تخصصی خود را شروع کرد. برکلی چندین سال وکالت کرد، علی‌الخصوص به عنوان عضو مشاور حقوقی در چندین قمارخانهٔ لاس وگاس، کار کرد. وی به عنوان مدیر کل انجمن هتل و اقامت آمریکا خدمت کرد.

## اوایل حرفهٔ سیاسی
برکلی از سال ۱۹۸۲ تا سال ۱۹۸۴ در مجلس مقننه نوادا خدمت کرد و درگیر فعالیت‌های مدنی در سطح محلی بود. وی همچنین از سال ۱۹۹۰ تا سال ۱۹۹۸ در هیئت رئیسه سیستم دانشگاه نوادا و کمیونیتی کالج خدمت کرد و نائب رئیس منصوب شد.

## مجلس نمایندگان ایالات متحده

### کمپین‌ها
در سال ۱۹۹۶، جان انساین، عضو کنگره ایالات متحده، با کسب ۵۰٫۱ درصد آرا و با تفاوت ۶٫۶ درصد نسبت به آرای باب کافین، نمایندهٔ دموکرات، مجدداً در انتخابات حوزهٔ انتخابیهٔ نخست نوادا برنده شد. روز بعد از آن برکلی برای کاندیداتوری در حوزهٔ انتخابیه، برای جمع‌آوری اوراق قرضه ثبت نام کرد. در شش ماه نخست ۲۰۶٬۰۰۰ دلار و در شش ماه دوم ۴۱۰٬۰۰۰ دلار جمع‌آوری کرد. برکلی کاندید رؤیایی دموکرات‌ها بود، چنان‌چه با کسب ۸۱٫۵ درصد آرا برندهٔ انتخابات مقدماتی شد. انساین، به‌منظور رقابت با هری رید، سناتور آمریکایی در انتخابات خیلی نزدیک و رقابتی سال ۱۹۹۸، از مجلس کناره‌گیری کرد. برکلی در انتخابات عمومی، با کسب ۴۹٫۲ آرا دان شایرز، قاضی دادگاه حوزوی در شهرستان کلارک را شکست داد.

### دوران تصدی
برکلی، عضو کنگره، از سال ۱۹۹۹ تا سال ۲۰۱۳، به‌عنوان نمایندهٔ حوزهٔ انتخابیهٔ نخست نوادا، هفت مرتبه به عنوان عضو مجلس نمایندگان ایالات متحده خدمت کرد. این حوزهٔ انتخابیهٔ اکثریت بخش‌های لاس وگاس و به همین‌گونه لاس وگاس استریپ و شهر لاس وگاس شمالی را شامل می‌شود. برکلی دومین زنی است که از نوادا در کنگره انتخاب شد، نخستین زنی است که از حوزهٔ انتخابیهٔ نخست انتخاب شد و نخستین زنی است که به‌عنوان دموکرات انتخاب شده‌است.
برکلی عضو ائتلاف دموکرات جدید است. برکلی، پوشش مراقبت‌های بهداشتی مقرون به صرفه برای تمامی آمریکایی‌ها و حقوق کهنه سربازان را از جمله اولویت‌های کلیدی خود بیان می‌کند. برکلی همچنین با ساخت یک مخزن زباله‌های هسته‌ای در کوهستان یوکا در ایالت نوادا شدیداً مخالف کرد.
در سال ۲۰۱۱ بر قانون مجوز دفاع ملی برای سال مالی ۲۰۱۲ به‌عنوان بخشی از یک مادهٔ جنجالی رای داد، این ماده به دولت و نظامیان اجازه می‌دهد تا شهروندان آمریکایی و سایر کشورها را بدون محاکمه توقیف نمایند.

### تحقیقات اخلاقی و انتقادات مرتبط
در ۵ سپتامبر سال ۲۰۱۱، یک گزارش افشا کنندهٔ نیویورک تایمز، در مورد اقداماتی که برکلی به‌عنوان عضو کنگره انجام داد و وی و شوهرش از آن از لحاظ مالی سود بردند، جزئیات ارائه کرد. تایمز اشاره کرد که «اقدامات خانم برکلی در میان مجموعه اقداماتی در پنج سال گذشته بود که در آن قوانین را از میان برداشت و بازوهای تنظیم کنندهٔ فدرال را برای تعقیب دستور کار هماهنگ با منافع بازرگانی همسرش، دکتر لاری لرنر، تحریف کرده‌است.»
در ۱۹ سپتامبر سال ۲۰۱۱، سازمان دیده‌بان اخلاق شهروندان برای مسئولیت و اخلاقیات در واشینگتن (CREW)، گزارش سالانهٔ فاسدترین اعضای کنگره را منتشر کرد. این گزارش برکلی را «ناشایسته» (Dishonorable Mention)، ذکر کرده بود. برکلی برای دومین سال متولی در سال ۲۰۱۲ در گزارش سالانهٔ فاسدترین اعضای کنگره CREW، قرار گرفت.
در ۹ ژوئیه سال ۲۰۱۲، کمیتهٔ اخلاق مجلس نمایندگان ایالات متحده، به اتفاق آرا به ایجاد یک کمیتهٔ فرعی تحقیق رای دادند تا در مورد استفاده یا عدم استفاده برکلی از سمت رسمی برای حمایت از سیاست به سود وضعیت مالی خانواده‌اش، تحقیق نماید. به بیان دقیق‌تر، برکلی متهم به تحریف قانون مراقبت‌های بهداشتی است که این کار به نفع طبابت شوهرش است. برکلی همچنین به تلاش برای ممانعت از بسته شدن یک مرکز پیوند کلیه که شوهرش در آن کار می‌کرد، مقصر شناخته شد.
در سال‌های ۱۹۹۶ و ۱۹۹۶، زمانی‌که مشاور امور دولتی شرکت لاس و گاس سندز بود، در جریان بازسازی هتل ونیشین، برکلی به کارفرمای خود مشورت داد که به دو عالی‌رتبه و دو قاضی شهرستان کلارک، وعده همکاری بدهد تا موافقت آن‌ها را برای ساخت هتل بدست آورد. برکلی همچنین به عنوان یک گزینه به کارفرمای خود پیشنهاد کرد که پسر عمومی ارین کنی، عالی‌رتبه شهرستان را استخدام نماید و امتیاز انحصاری مشروبات الکلی را به ایوان اتکینسون گیتس، اعطا نماید. به همین‌گونه به کارفرمای خود مشورت داد تا به دو قاضی نیز وعده همکاری نماید، زیرا این دو قاضی «تمایل دارند تا کسانی را که به آن‌ها کمک کرده‌است، کمک نمایند».

### جمع‌آوری کمک
برکلی در ماه ژوئن سال ۲۰۱۲ اعلام کرد که تمامی ۱۱٬۹۰۰ دلار کمک‌های تبلیغاتی هروی ویتمور، لابی‌گر متهم را به وزارت خزانه‌داری ایالات متحده برمی‌گرداند. ویتمور به نقض قوانین مالی کارزار انتخاباتی و گمراه ساختن مجریان قانون متهم شد. برکلی قبل از ارائه تضمین برای تسلیم کردن کمک‌های ویتمور، گفت: وی کمک‌های ویتمور را عندالامین می‌گذارد و منتظر نتیجهٔ تحقیقات علیه وی است.
برکلی تا ماه ژوئیه سال ۲۰۱۲، ۴ میلیون دلار کمک برای براندازی سناتور دیل هلر از کرسی مجلس، جمع‌آوری کرد. هلر۴٫۴ میلیون جمع‌آوری کرده بود.

### گروه‌های ذینفع
برکلی به‌عنوان نماینده دورهٔ ششم کنگره، توسط یک‌تعداد گروه‌های ذینفع مورد حمایت قرار گرفت. درون مایهٔ برخی گروه‌های که از برکلی حمایت کردند عبارت بود از آموزش، حفاظت از محیط زیست و برابری جنسیتی در سیاست. برکلی حمایت گروه‌های مانند انجمن ملی آموزش، کانون سازمان محیط زیستی سیرا و انجمن سیاسی زنان ملی را به دست آورد.